# 諏訪明神 (相模原市)

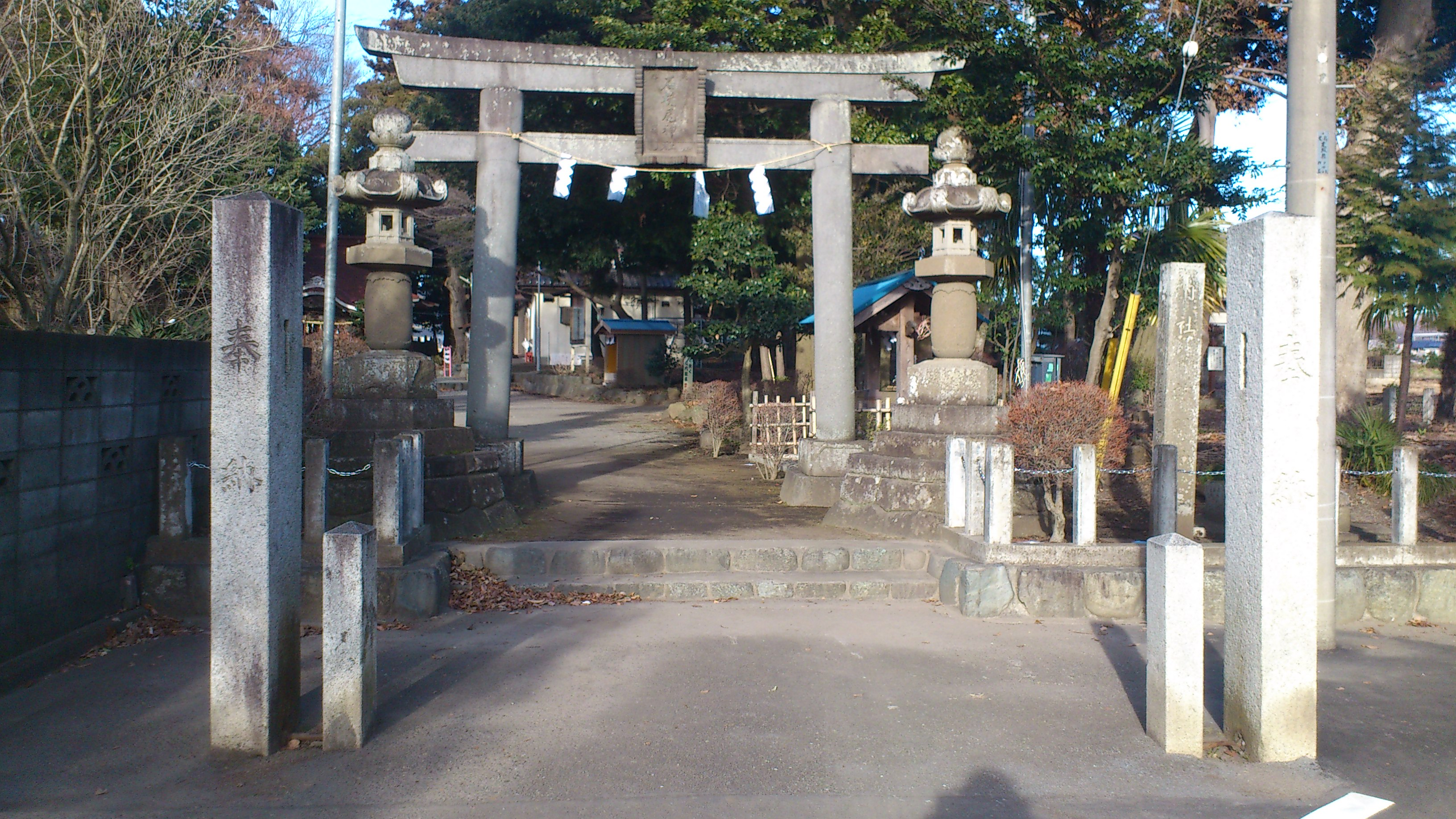
鳥居の手前から撮影

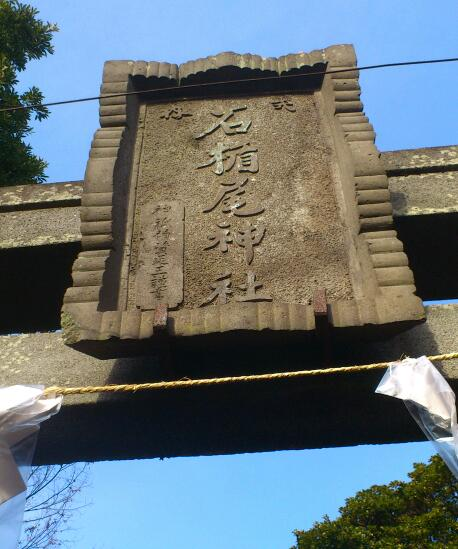
鳥居の扁額
「石楯尾神社」とある

諏訪明神（すわみょうじん）は、神奈川県相模原市緑区大島にある神社である。「大島諏訪明神」、あるいは「お諏訪さま」とも呼ばれる。なお、相模原市教育委員会発行『相模原風土記稿』（神社編）では「諏訪神社」と表記されている。

## 祭神
- 御穂須々美命（みほすすみのみこと）
- 境内・八坂社：八坂刀売之命（やさかとめのみこと）

## 境内社
境内社として八坂社・天満宮・水天宮があり、本殿の裏には蚕影社が置かれている。

## 歴史
覚心師によって、永正年間（1504年 - 1521年）に創建されたと伝えられている。その後、宝永7年（1710年）に再建され、旧大島村、旧九沢村の総鎮守となる。延喜19年（919年）、延喜式神名帳に記載された相模国13座のうちの1社、「石楯尾神社」は当社のことではないか（論社）といわれているが定かではない。

## 祭事
- 例祭・獅子舞 - 8月の最終日曜日（本来は8月26日）
獅子舞が奉納され、神奈川県指定無形民俗文化財、相模原市登録無形民俗文化財となっている。剣獅子・巻獅子・玉獅子（雌獅子）の3頭の獅子と、赤鬼・天狗・道化役の岡崎が笛と唄手に合わせて舞う。

## 交通
- JR橋本駅南口またはJR相模原駅南口から「上大島」行きバス、「上大島」下車。

## 周辺
- 長徳寺 (相模原市)